# Зотиков Володимир Іванович (футболіст)
Володимир Іванович Зотиков (нар. 16 січня 1949, Москва) — радянський футболіст, який виступав на позиції захисника та півзахисника. Відомий за виступами у складі московського «Локомотива» у вищій радянській лізі.

## Клубна кар'єра
Володимир Зотиков є вихованцем футбольної школи ФШМ. З 1968 року знаходився у складі «залізничників». Спочатку він грав у дублюючому складі, а з 1969 року грав уже в основному складі команди у вищій радянській лізі, у 1970—1971 роках після вильоту команди з вищого дивізіону грав у її складі в першій лізі. У 1971 році став гравцем команди другої ліги «Таврія» з Сімферополя, де разом із іншими недавніми гравцями команд вищої ліги Миколою Тарановим та Ігорем Тельновим мали посилити захисну ланку команди, надаючи підтримку в атаці своєму недавньому одноклубнику в «Локомотиві» Олександру Котову. Проте в сімферопольській команді Зотиков зіграв лише 12 матчів, і після закінчення сезону покинув клуб. У 1972—1974 роках Володимир Зотиков грав за команду першої ліги «Шинник» (Ярославль). У 1975—1979 роках Володимир Зотиков грав у команді Південної групи військ, а в 1980—1981 роках грав у московській аматорській команді «Червоний Жовтень».